# Juan Manuel Sanabria
Juan Manuel Sanabria Magole (ur. 29 marca 2000 we Floridzie) – urugwajski piłkarz z obywatelstwem hiszpańskim występujący na pozycji lewego obrońcy lub środkowego, ofensywnego lub bocznego pomocnika, od 2021 roku zawodnik meksykańskiego Atlético San Luis.
Jego brat Lucas Sanabria również jest piłkarzem.